# Leila Zerrougui
Leila Zerrougui, née en 1956 à Souk Ahras, est une magistrate et diplomate algérienne, experte juridique en matière de droits de l’homme et en administration de la justice. 
De 2018 à 2020, elle est représentante spéciale du secrétaire général des Nations unies et chef de la mission de l’Organisation des Nations unies pour la stabilisation en République démocratique du Congo (MONUSCO).

## Biographie

### Magistrature algérienne
Leila Zerrougui est diplômée de l’École nationale d'administration d'Alger en 1980. Elle fait carrière dans la magistrature de son pays, successivement comme juge de tribunal de première instance de 1980 à 1986, puis juge de cour d'appel à Alger et Blida jusqu'en 1997. Après un passage au cabinet du ministre de la Justice à partir de 1998, elle est nommée en 2000 conseillère à la Cour suprême et parallèlement elle occupe les fonctions de consultante à la Présidence de la République jusqu'en 2008 et fait partie de la Commission nationale de la réforme de la justice.

### Mandats onusiens
Leila Zerrougui est membre expert de groupes de travail et de comités de la Commission des droits de l'homme des Nations unies. En 2001, elle devient membre du groupe de travail sur la détention arbitraire au sein de cette instance (remplacée par le Conseil des droits de l’homme des Nations unies en 2006) dont elle est présidente et rapporteure de 2003 à mai 2008. 
De 2000 à 2004, elle est experte et rapporteure spéciale de la sous-commission de la promotion et de la protection des droits de l'homme. Elle remplit plusieurs missions onusiennes, sur la Chine et le Tibet en 2004 et sur le camp de Guantánamo en 2005.
En mai 2008, elle est nommée représentante spéciale adjointe pour la République démocratique du Congo (RDC) et adjointe au chef de la Mission des Nations unies en République démocratique du Congo (MONUC) puis mission de l’Organisation des Nations unies pour la stabilisation en République démocratique du Congo (MONUSCO). 
Le 13 juillet 2012, elle est nommée représentante spéciale du secrétaire général de l’ONU pour le sort des enfants en temps de conflit armé
Le 27 décembre 2017, elle est nommée par le secrétaire général des Nations unies, Antonio Guterres, comme sa représentante spéciale pour la République démocratique du Congo et comme chef de la MONUSCO pour prendre ses fonctions en janvier 2018. Leïla Zerrougui avait succédé au nigérien Maman Sidikou. Elle avait été choisie pour ses compétences « en matière de gestion et de leadership ». 
La mission de Leïla Zerrougui à la tête de la Monusco (Mission de l'Organisation des Nations unies en République démocratique du Congo) a pris fin le 6 février 2020. Après une longue carrière de fonctionnaire internationale qui a culminé avec sa nomination au poste de secrétaire générale adjointe des Nations unies et cheffe de la mission de stabilisation de l’ONU en République démocratique du Congo (MONUSCO), le président de la République d'Algérie, Abdelmadjid Tebboune, a décidé de créer des postes d’envoyés spéciaux chargés de conduire l’action internationale de l’Algérie. Les sept envoyés spéciaux nommés, qui travailleront sous l’autorité directe du ministre des Affaires étrangères, vont conduire l’action internationale de l’Algérie sur sept axes d’effort essentiels reflétant les intérêts du pays et ses priorités. Mme Leila Zerrougui a été nommée le 5 septembre 2021 envoyée spéciale chargée des grands partenariats internationaux.

### Autres activités
Elle est collaboratrice de revues spécialisées dans le domaine de l'administration de la justice et des droits de l'homme.
À partir de 1993, elle a occupé divers postes académiques universitaires dans les écoles de droit algériennes et depuis 2000, elle est professeur associé à l’École supérieure de la magistrature.
Elle est membre du directoire de l'organisation Arab Human Rights Fund (AHRF), qui gère sur le long terme la distribution de dons à des ONG ayant trait avec les droits de l'homme dans les pays arabes.